# Brottsplats: San Francisco
Brottsplats: San Francisco (engelska: Ironside) är en amerikansk deckarserie. I huvudrollen som den rullstolsbundne polischefen Robert T. Ironside ses Raymond Burr. Serien hade premiär i USA den 28 mars 1967 (pilotavsnittet) och svensk premiär i januari 1968.

## Handling
I pilotavsnittet skjuts polisen Ironside (Raymond Burr) av en lönnmördare och han blir förlamad från midjan och nedåt och sitter därför i rullstol under resten av serien. Han tvingas dra sig tillbaka från polisarbetet, men blir speciell konsult åt polisen och får ett eget kontor och en våning i samma byggnad som polishuset.
I övriga roller märks polischefen Dennis Randall (spelad av Gene Lyons), nyblivne detektiven kriminalassistent Ed Brown (Don Galloway) och den unga civilklädda polisen Eve Whitfield (Barbara Anderson). Don Mitchell spelade Ironsides allt-i-allo Mark Sanger.

## Rollista i urval
- Raymond Burr – polischef Robert T. Ironside
- Don Galloway – kriminalassistent Ed Brown
- Barbara Anderson – polisen Eve Whitfield
- Don Mitchell – Mark Sanger
- Elizabeth Baur – Fran Belding
- Gene Lyons – polischef Dennis Randall

## Om serien
TV-serien blev en succé tack vare att den använde sig av skarpsinne i sina fall istället för muskelstyrka. Det var första gången en handikappad person porträtterades som hjälte i en amerikansk TV-serie. 
Bland gästskådespelarna ses bland annat Harrison Ford, Susan Saint James, Joan Van Ark, Susan Sullivan, Bill Bixby, David Cassidy, David Hartman, Kent McCord, John Rubinstein, Jack Lord, Norman Fell, Gavin MacLeod, Gary Collins, William Shatner, Martin Sheen, Milton Berle, Anne Baxter, Ricardo Montalban, Burgess Meredith, Edward Asner och Bruce Lee. 
Quincy Jones skrev signaturmelodin och gjorde också ett gästspel i avsnittet "Eat, Drink and be Buried" i säsong ett.
Totalt producerades 199 avsnitt (inklusive pilotavsnittet) mellan 1967 och 1975. 1993 sändes en nyinspelad TV-film betitlad The Return of Ironside, vilket var det sista Raymond Burr gjorde innan han avled.

## Avsnitt

### Säsong 1
1. Ironside (pilotavsnitt) (28 mars 1967)
2. Message from Beyond (14 september 1967)
3. The Leaf in the Forest (21 september 1967)
4. Dead Man's Tale (28 september 1967) (gästskådespelare: Jack Lord)
5. Eat, Drink and Be Buried (5 oktober 1967) (gästskådespelare: Farley Granger)
6. The Taker (12 oktober 1967)
7. An Inside Job (19 oktober 1967)
8. Tagged for Murder (26 oktober 1967)
9. Let My Brother Go (2 november 1967)
10. Light at the End of the Journey (9 november 1967) (gästskådespelare: Robert Reed)
11. The Monster of Comus Towers (16 november 1967)
12. The Man Who Believed (23 november 1967)
13. A Very Cool Hot Car (30 november 1967)
14. The Past Is Prologue (7 december 1967) (gästskådespelare: Harrison Ford)
15. Girl in the Night (21 december 1967) (gästskådespelare: Susan Saint-James)
16. The Fourteenth Runner (28 december 1967) (gästskådespelare: Edward Asner)
17. Force of Arms (4 januari 1968)
18. Memory of an Ice Cream Stick (11 januari 1968)
19. To Kill a Cop (25 januari 1968)
20. The Lonely Hostage (1 februari 1968)
21. The Challenge (8 februari 1968)
22. All in a Day's Work (15 februari 1968) (skriven av Ed McBain)
23. Something for Nothing (22 februari 1968)
24. Barbara Who (29 februari 1968) (gästskådespelare: Vera Miles)
25. Perfect Crime (7 mars 1968) (gästskådespelare: Pete Duel)
26. Officer Bobby (14 mars 1968)
27. Trip to Hashbury (21 mars 1968) (gästskådespelare: William Windom)
28. Due Process of the Law (28 mars 1968)
29. Return of the Hero (4 april 1968)

### Säsong 2
1. Shell Game (19 september 1968)
2. Split Second to an Epitaph (del 1) (26 september 1968)
3. Split Second to an Epitaph (del 2) (26 september 1968)
4. The Sacrifice (3 oktober 1968)
5. Robert Phillips vs. the Man (10 oktober 1968)
6. Desperate Encounter (24 oktober 1968)
7. I, the People (31 oktober 1968)
8. Price Tag -- Death (7 november 1968)
9. An Obvious Case of Guilt (14 november 1968)
10. Reprise (21 november 1968)
11. The Macabre Mr. Micawber (21 november 1968)
12. Side Pocket (5 december 1968)
13. Sergeant Mike (12 december 1968)
14. In Search of an Artist (2 januari 1969)
15. Up, Down, and Even (9 januari 1969)
16. Why the Tuesday Afternoon Bridge Club Met on Thursday (23 januari 1969)
17. Rundown on a Bum Rap (30 januari 1969)
18. The Prophecy (6 februari 1969)
19. A World of Jackals (13 februari 1969)
20. And Be My Love (20 februari 1969)
21. Moonlight Means Money (27 februari 1969)
22. A Drug on the Market (6 mars 1969)
23. Puzzlelock (13 mars 1969)
24. The Tormentor (27 mars 1969)
25. A Matter of Love and Death (3 april 1969)
26. Not With a Whimper, But a Bang (10 april 1969)

### Säsong 3
1. Alias Mr. Braithwaite (18 september 1969)
2. Goodbye to Yesterday (del 1) (25 september 1969)
3. Goodbye to Yesterday (del 2) (25 september 1969)
4. Poole's Paradise (2 oktober 1969)
5. Eye of the Hurricane (9 oktober 1969)
6. A Bullet for Mark (16 oktober 1969)
7. Love My Enemy (23 oktober 1969)
8. Seeing Is Believing (30 oktober 1969)
9. The Machismo Bag (13 november 1969)
10. Programmed for Danger (20 november 1969)
11. Five Miles High (27 november 1969)
12. L'Chayim (4 december 1969)
13. Beyond a Shadow (11 december 1969)
14. Stolen On Demand (25 december 1969)
15. Dora (8 januari 1970)
16. Beware the Wiles of a Stranger (22 januari 1970)
17. Eden Is the Place We Leave (29 januari 1970)
18. The Wrong Time, the Wrong Place (5 februari 1970)
19. Return to Fiji (12 februari 1970)
20. Ransom (19 februari 1970)
21. One Hour to Kill (26 februari 1970)
22. Warrior's Return (5 mars 1970)
23. Little Jerry Jessup (12 mars 1970)
24. Good Will Tour (26 mars 1970)
25. Little Dog, Gone (2 april 1970)
26. Tom Dayton Is Loose Among Us (9 april 1970)

### Säsong 4
1. A Killing Will Occur (17 september 1970)
2. No Game for Amateurs (24 september 1970)
3. The Happy Dreams of Hollow Men (1 oktober 1970)
4. The People Against Judge McIntire (8 oktober 1970)
5. Noel's Gonna Fly (15 oktober 1970)
6. A Lonely Way to Go (22 oktober 1970)
7. Check, Mate: and Murder (del 1) (29 oktober 1970)
8. Check, Mate: and Murder (del 2) (5 november 1970)
9. Too Many Victims (12 november 1970)
10. The Man on the Inside (19 november 1970)
11. Backfire (3 december 1970)
12. The Laying on of Hands (10 december 1970)
13. This Could Blow Your Mind (17 december 1970)
14. Blackout (31 december 1970)
15. The Quincunx (7 januari 1971)
16. From Hruska With Love (21 januari 1971)
17. The Target (28 januari 1971)
18. A Killing at the Track (5 februari 1971)
19. Escape (11 februari 1971)
20. Love, Peace, Brotherhood, and Murder (18 februari 1971)
21. The Riddle in Room Six (25 februari 1971)
22. The Summer Soldier (4 mars 1971)
23. The Accident (11 mars 1971)
24. A Lesson in Terror (18 mars 1971)
25. Grandmother's House (1 april 1971)
26. Walls Are Waiting (5 april 1971)

### Säsong 5
1. Priest-Killer (14 september 1971)
2. Contract: Kill Ironside (21 september 1971)
3. The Professionals (28 september 1971)
4. The Gambling Game (5 oktober 1971)
5. Ring of Prayer (12 oktober 1971)
6. In the Line of Duty (19 oktober 1971)
7. Joss Sticks and Wedding Bells (26 oktober 1971)
8. Murder Impromptu (2 november 1971)
9. Dear Fran (9 november 1971)
10. If a Body Sees a Body (16 november 1971)
11. The Good Samaritan (23 november 1971)
12. Gentle Oaks (25 november 1971)
13. License to Kill (2 december 1971)
14. Class of '57 (16 december 1971)
15. No Motive for Murder (23 december 1971)
16. But When She Was Bad (30 december 1971)
17. Unreasonable Facsimile (6 januari 1972)
18. Find a Victim (13 januari 1972)
19. And Then There Was One (20 januari 1972)
20. Death by the Numbers (27 januari 1972)
21. Bubble, Bubble, Toil and Murder (3 februari 1972)
22. Achilles' Heel (17 februari 1972)
23. His Fiddlers Three (2 mars 1972)
24. A Man Named Arno (9 mars 1972)

### Säsong 6
1. Five Days in the Death of Sergeant Brown (14 september 1972)
2. The Savage Sentry (21 september 1972)
3. Programmed for Panic (28 september 1972)
4. Down Two Roads (12 oktober 1972)
5. Camera...Action...Murder! (26 oktober 1972)
6. Riddle Me Death (2 november 1972)
7. Nightmare Trip (9 november 1972)
8. Buddy, Can You Spare a Life? (del 1) (16 november 1972)
9. Buddy, Can You Spare a Life? (del 2) (16 november 1972)
10. The Countdown (23 november 1972)
11. The Deadly Gamesmen (30 november 1972)
12. Who'll Cry for My Baby? (7 december 1972)
13. Cold, Hard Cash (14 december 1972)
14. Shadow Soldiers (21 december 1972)
15. Ollinger's Last Case (4 januari 1973)
16. A Special Person (11 januari 1973)
17. The Caller (25 januari 1973)
18. Love Me in December (1 februari 1973)
19. The Ghost of the Dancing Doll (15 februari 1973)
20. All About Andrea (22 februari 1973)
21. Another Shell Game (1 mars 1973)
22. All Honorable Men (8 mars 1973)
23. The Best Laid Plans (15 mars 1973)
24. A Game Of Showdown (22 mars 1973)

### Säsong 7
1. Confessions from a Lady of the Night (13 september 1973)
2. Murder by One (20 september 1973)
3. In the Forests of the Night (27 september 1973)
4. Fragile Is the House of Cards (4 oktober 1973)
5. The Armageddon Gang (11 oktober 1973)
6. House of Terror (25 oktober 1973)
7. The Helping Hand (1 november 1973)
8. Downhill All the Way (del 1) (8 november 1973)
9. Downhill All the Way (del 2) (8 november 1973)
10. Mind for Murder (15 november 1973)
11. The Hidden Man (29 november 1973)
12. The Double-Edged Corner (6 december 1973)
13. The Last Payment (20 december 1973)
14. Friend or Foe (3 januari 1974)
15. Two Hundred Large (10 januari 1974)
16. Once More for Joey (17 januari 1974)
17. Terror on Grant Avenue (31 januari 1974)
18. Class of '40 (7 februari 1974)
19. A Taste of Ashes (14 februari 1974)
20. A Death in Academe (21 februari 1974)
21. Close to the Heart (28 februari 1974)
22. Come Eleven, Come Twelve (7 mars 1974)
23. Riddle at 24,000 (14 mars 1974)
24. Amy Prentiss: AKA The Chief (del 1) (23 maj 1974)
25. Amy Prentiss: AKA The Chief (del 2) (23 maj 1974)

### Säsong 8
1. Raise the Devil (del 1) (12 september 1974)
2. Raise the Devil (del 2) (19 september 1974)
3. What's New with Mark? (26 september 1974)
4. Trial of Terror (3 oktober 1974)
5. Cross Doublecross (10 oktober 1974)
6. Set Up: Danger! (24 oktober 1974)
7. The Last Cotillion (31 oktober 1974)
8. Run Scared (7 november 1974)
9. Act of Vengeance (14 november 1974)
10. Far Side of the Fence (21 november 1974)
11. The Over-the-Hill Blues (5 december 1974)
12. Speak No Evil (12 december 1974)
13. Fall of Angel (19 december 1974)
14. The Visiting Fireman (26 december 1974)
15. The Return of Eleanor Rogers (2 januari 1975)
16. The Faded Image (16 januari 1975)
17. The Organizer
18. The Rolling Y
19. A Matter of Life and Death

## TV-film
1. The Return of Ironside (4 maj 1993)

## DVD
Brottsplats: San Francisco är utgiven med titeln Ironside på DVD. Soulmedia har DVD rättigheterna i Skandinavien och serien ges ut i samarbete med Pan Vision. Säsong 1 är uppdelad i tre boxar. Enligt Soulmedia kommer inte flera säsonger att ges ut i Skandinavien. I USA (region 1) har 4 säsonger givits ut t.o.m. 2010 och i Australien (region 4) har alla 8 säsongerna utgivits.
| Säsong   | Episoder | Release datum   | Release datum                             | Release datum     | Kommentar                   |
| Säsong   | Episoder | Region 1        | Sverige                                   | Region 4          | Kommentar                   |
| -------- | -------- | --------------- | ----------------------------------------- | ----------------- | --------------------------- |
| Säsong 1 | 29       | 24 april 2007   | 22 september (1:1; 1:2) 24 november (1:3) | 16 augusti 2007   | Inklusive 1967 pilotavsnitt |
| Säsong 2 | 26       | 16 oktober 2007 |                                           | 8 november 2007   |                             |
| Säsong 3 | 26       | 19 januari 2010 |                                           | 16 september 2008 |                             |
| Säsong 4 | 26       | 19 oktober 2010 |                                           | 24 juni 2009      |                             |
| Säsong 5 | 25       |                 |                                           | 19 maj 2010       |                             |
| Säsong 6 | 26       |                 |                                           | 11 augusti 2010   |                             |
| Säsong 7 | 25       |                 |                                           | 2 februari 2011   |                             |
| Säsong 8 | 20       |                 |                                           | 19 oktober 2011   |                             |

## Nyinspelning 2013
NBC gjorde en nyinspelning av serien som visades i oktober 2013. Med Brent Sexton i rollen som Gary Stanton, Pablo Schreiber som Virgil, Spencer Grammer som Holly, Neal Bledsoe som Teddy och Kenneth Choi som Captain Ed Rollins. Serien blev inte framgångsrik och efter att bara tre avsnitt visats beslutade NBC sig för att lägga ned den.